# ابن مردنيش
أبو عبد الله محمد بن سعد بن مَرْدَنيش (518هـ/1124م - 567هـ/1172م) أمير أندلسي حكم  شرق الأندلس بين سنتي 542هـ/1148م حتى وفاته سنة 567هـ/1172م، وامتد سلطانه من أحواز طرطوشة شمالًا حتى قرطاجنة ولورقة جنوبًا.

## سيرته

### نشأته
ولد أبو عبد الله محمد بن سعد بن محمد بن أحمد بن مردنيش في قلعة بُنُشْكُلَة إحدى قلاع طرطوشة سنة 518هـ/1124م. أبوه سعد بن محمد بن مردنيش كان واليًا للمرابطين على إفراغة وقت حصار ألفونسو الأول ملك أراغون لها سنة 528هـ/1134م. ويُعتقد أن أسرته من المولدين، وأن اسم أسرته «مَرْدَنِيش» هو تحريف للاسم الإسباني «مرتنيث Martinez».

### صعوده للسُلطة
في سنة 539هـ/1144م، انفرد القاضي «مروان بن عبد العزيز» بحكم بلنسية ومرسية شرقي الأندلس على سلطان المرابطين الذين اهتز تحت وطأة هزائمهم أمام الموحدين في المغرب. ثم خلعه جند بلنسية في جمادى الأولى 540هـ/نوفمبر 1145م، وجعلوا مكانه القائد «عبد الله بن عياض». ثم لقي ابن عياض مصرعه في أحد معاركه مع القشتاليين، فخلفه نائبه وصهره محمد بن سعد مردنيش،
 وكان ذلك في سنة 542هـ/1147م.
قبل تولي ابن مردنيش بفترة وجيزة، شنت حملة برية بحرية من قشتالة وقطلونية ونبرّة وجنوة وبيزة، وحاصروا ألمرية ثلاثة أشهر قبل أن تسقط في أيديهم.
وجد ابن مردنيش أن أول أعماله يجب أن تكون مهادنة الممالك المسيحية المجاورة لإمارته لتوطيد ملكه، فعقد صلحًا مع رامون برانجيه الرابع كونت برشلونة لمدة أربع سنوات، وأخرى مع ألفونسو السابع ملك قشتالة يؤدي لهما الجزية بموجبهما. ثم عقد في سنة 543هـ/1149م معاهدتين مع جمهوريتي جنوة وبيزة، واحتفظ بعلاقات ودّية مع غيرهم من الملوك الأوروبيين، ومنهم هنري الثاني ملك إنجلترا الذي أرسل له ابن مردنيش هدية قيّمة من الذهب والحرير والخيل والجمال.
كما تعاون ابن مردنيش بموجب معاهدته مع ألفونسو السابع بأن سانده بستة آلاف مقاتل لفك الحصار الذي ضربه أبو سعيد بن عبد المؤمن على ألمرية سنة 552هـ/1157م، وهو الحصار الذي دام ثلاثة أشهر، ولكن فشل ألفونسو السابع ملك قشتالة وحليفه ابن مردنيش فك حصار ألمرية التي سقطت يومئذ في يد الموحدين.

### محاولاته توسيع إمارته
في سنة 546هـ/1151م، بدأ ابن مردنيش في توسيع إمارته بالاستيلاء على وادي آش وبسطة من يد حاكمها ابن ملحان الطائي. وفي سنة 554هـ/1160م، سار ابن مردنيش بقواته من مرسية ومعه حلفاؤه القشتاليين، فسيطر على مدينة جيان، ثم واصل سيره إلى قرطبة، فشدد عليها الحصار، لكن المدينة صمدت أمامه، فانصرف إلى إشبيلية، وحاصرها ثلاثة أيام، فامتنعت عنه أيضًا، فأنهى حملته، وعاد خائبًا. وما هي إلا أشهُر حتى بعث ابن مردنيش قائده وصهره إبراهيم بن همشك في سنة 555هـ/1160م، بحملة للاستيلاء على قرطبة، فحاصرها مدة، ثم انصرف عنها، بعد أن دبّر كمينًا في طريق من سيطارده من الموحدين، وهو الكمين الذي قُتل فيه والي الموحدين على قرطبة أبي زيد عبد الرحمن بن بخيت. ثم سار ابن همشك إلى قرمونة، فاستولى عليها بالتعاون مع أحد زعمائها يدعى عبد الله بن شراحيل. غير أن قرمونة لم تبق كثيرًا في يد ابن مردنيش، فما هي إلا فترة وجيزة حتى عاد الموحدون وحاصروها نحو سنة حتى استعادوها في 15 محرم 557هـ/3 يناير 1162م.
في السنة نفسها، سار ابن همشك، واستولى على غرناطة، فاحتمت حامية الموحدين بقلعة المدينة، وأرسل ابن همشك يستمد ابن مردنيش فأرسل قوة مشتركة من قواته وقوات حلفائه القشتاليين، وسار الموحدون بجيش لنجدة حامية غرناطة، فالتقى الفريقان بالقرب من غرناطة عند «مرج الرقاد»، وانهزم فيها الموحدون. ثم جرّد الموحدون جيشًا آخر يقوده أبو يعقوب وأبو سعيد ابني عبد المؤمن بن علي استطاع هزيمة ابن همشك والقشتاليين، واستعادوا غرناطة في رجب 557هـ/يوليو 1162م.

### أفول دولة ابن مردنيش
في سنة 560هـ/1165م، جهّز الموحدون لقتال ابن مردنيش، وافتتحوا أندوجر في طريقهم. بلغ الخبر ابن مردنيش، فسار بقواته، والتقى الطرفان في ذي الحجة 560هـ/أكتوبر 1165م في «فحص الجلاب»، فانهزم ابن مردنيش هزيمة قاسية، وانسحب إلى قاعدته مرسية. ثم لحقه الموحدون فحاصروه فيها، ثم فكوا الحصار وانسحبوا.
بدأ الضعف والوهن يدب في إمارة ابن مردنيش، بعدما أثقل على كاهل رعيته بالضرائب لسد وإشباع رغبات المرتزقة الذين استعان بهم وكان يبدّي رغباتهم على حساب قادته، مما أفقده العديد من خاصة قادته أمثال صهره يوسف بن هلال الذي لجأ إلى كونت برشلونة، وصهره الآخر إبراهيم بن همشك الذي أظهر الولاء للموحدين، وكان واليًا لابن مردنيش على جيّان وأبدة وبياسة. فقامت الحروب والمنازعات بين ابن مردنيش وابن همشك الذي خرجت قواته مع قوات الموحدين في رجب 566هـ/مارس 1171م، واستولوا على قيجاطة ولورقة وجزيرة شقر وبسطة وألمرية، ثم ساروا فحاصروا مدينة مرسية التي اتخذها ابن مردنيش عاصمة له.

## وفاة ابن مردنيش
أنجد الموت ابن مردنيش المُحاصر في عاصمته مرسية، فمات في 10 رجب 567هـ/6 مارس 1172م، وقد خلف الكثير من الأبناء منهم هلال وغانم والزبير وعزيز ونصير وبدر وأرقم وعسكر، وقد تزوج الخليفة أبو يعقوب يوسف بن عبد المؤمن وابنه أبو يوسف يعقوب ابنتين من بنات ابن مردنيش.

## صفته
كان ابن مردنيش ذو عزم وقوة وشجاعة، وصفه لسان الدين بن الخطيب، فقال: «كان بعيد الغور، قويّ السّاعد، أصيل الرأي، شديد العزم، بعيد العفو، مؤثرًا للانتقام، مرهوب العقوبة». كما قال عنه ابن صاحب الصلاة: «كان عظيم القوة في جسمه، ذا أيد في عظمته، جزّارة في لحمه، وكان له فروسيّة، وشجاعة، وشهامة، ورئاسة». إلا أنه كان ذميم الخُلُق، عظيم الانهماك في الملذات، ويقتني الكثير من الجواري، ويراقد جملة منهن تحت لحاف واحد، ويحب الزّمر والرقص. كما كان يؤثر ارتداء أزياء القشتاليين، ويقتني من أسلحتهم وألجام وسروج خيولهم، ويتكلم بالقشتالية، ويكثر من الاعتماد على المرتزقة القطلان والقشتاليين والبشكنس.